# John Aubrey
John Aubrey (ur. 12 marca 1626 w Wiltshire, zm. w czerwcu 1697 w Oksfordzie) – angielski filozof przyrody, antykwariusz i biograf; autor Brief Lives.

## Życiorys
Urodził się 12 marca 1626 roku w Wiltshire. Początkową edukację odebrał w Trinity College, a następnie studiował nauki prawne w Londynie. Dzięki zainteresowaniom naukowym i literackim, w 1663 roku został członkiem Royal Society. W czasie swoich podróży po Europie, uwikłał się w spory prawne, co zmusiło go do sprzedaży majątku w 1670 roku oraz do unikania wierzycieli. Jego przyjaciółmi byli m.in. Thomas Hobbes i Christopher Wren. W 1667 roku spotkał historyka Anthony’ego à Wooda i zaczął gromadzić materiały do projektu Athenae Oxonienses, ogromnego oxfordzkiego słownika biograficznego pisarzy i duchownych. Jedynym dziełem, które ukazało się za jego życia było Miscellanies, wydane w 1696 roku. Prace biograficzne Aubreya ukazały się w 1813 roku jako Lives of Eminent Men, a jego magnum opus Brief Lives zostało wydane w roku 1898. Zmarł w czerwcu 1697 roku w Oksfordzie.